# Gömblomssläktet

Gömblomssläktet (Cryptanthus) är ett släkte i familjen ananasväxter med cirka 60 marklevande arter. De förekommer alla i torra skogar i östra Brasilien. Några arter växer på klippor, men ingen har hittats som naturligt epifytisk. Flera arter och hybrider odlas som rumsväxter i Sverige.